# Luci Fulvi Curi
Luci Fulvi Curi (en llatí: Lucius Fulvius Curius) va ser un magistrat romà que va viure al segle iv aC. Formava part de la gens Fúlvia, una família de les més il·lustres de Roma que era d'origen plebeu.
Va ser elegit cònsol l'any 322 aC amb Quint Fabi Màxim Rul·lià. És el primer Fulvi que apareix a la història de Roma i és possible que hagués estat abans cònsol de Tusculum quan aquesta ciutat es va revoltar contra Roma, i al rebutjar la revolta i passar al camp romà va ser premiat amb el mateix càrrec que tenia. Va derrotar els tusculans i els annals diuen que també, ell i el seu col·lega, van vèncer als samnites.
L'any 313 aC segons els Fasti, va ser magister equitum del dictador Luci Emili Mamercí Privernes al que va acompanyar al setge de Saticula, però Titus Livi dona com a dictador a Gai Peteli Libó i a Marc Fosli Flaccinator com a magister equitum. Segons Livi, Saticula ja havia estat presa el 315 aC. El nom que li dona Titus Livi és Luci Fulvi Curb (Lucius Fulvius Curvus).